# Vaksala
Vaksala (uttalas /vaksɑ:la/) är numera ett samlingsbegrepp för geografiska delar av östra Uppsala. Det syftar främst på kvarteren runt om Vaksala torg i Fålhagen, knappt 1 kilometer öster om Uppsala centrum, idag inbegripet inom ramen av stadsdelen Fålhagen och Innerstaden. Dock används benämningen fortfarande tydligt i folkmun bland stadens invånare utan att sakna egentlig täckning på kartan. Avgränsningarna sker med S:t Persgatan mot Höganäs i nord, Hjalmar Brantingsgatan mot Fålhagen i syd samt Storgatan mot Centrum i väst. Medan Vaksala kyrkby är något annat och tillhör stadsdelen Årsta, omkring 3 kilometer nordöst om Vaksala torg. Bådadera ligger inom ramen för den äldre geografiska avgränsningen Vaksala socken.

## Historia
Vaksala omnämns första gången 1288. "Waxal" var då en "sluttning med rik växtlighet". Namnet kan vara sammansatt av orden vax (växtlighet) och hald (sluttning).
År 1671 kommer Vaksalagatan och Vaksalatullen till. Gatan följde den linje nordöst från stora torget som den gör idag, dock med en skiftande bebyggelse och under de första århundradena som ren landsväg då bebyggelsen på östra sidan ån i staden är relativt sen (Vaksalatorg anläggs först år 1850). Kvarteret Gerd anses vara den första bebyggelsen och starten på Östra Uppsala som skulle komma att bli tydligt dominerat av arbetarklass och industrier (bland annat Upsala Valskvarn, idag köpcentrat Kvarnen, samt Vaksala Tegelbruk, idag Torkelsgatan). Tullen var lokaliserad till korsningen Kungsgatan/Vaksalagatan. Redan 1887, Innan Fålhagen slogs fast av kommunen på 1980-talet, så talade man om Vaksalastaden som ett självfallet alternativ till de olika gärdena (Södra lilla Stadsgärdet, Kålbogärdet, Södra Wäderqvarnsgärdet) som växt fram runt torget. Gunnar Leche, stadens tredje och Vaksalas mest framstående arkitekt var en av entusiasterna till denna benämning innan Simon Lindsjö tog över verkställandet av flera bostäder runt kring Väderkvarns- och Salagatan.

## Nutid och övrigt
Flera betydande byggnader (Vaksalaskolan, Port Arthur, Tripolis, Brf Ymer) är uppförda i början av 1900-talet och lokaliserade i hjärtat av Vaksaladistriktet med kortare gångavstånd till Kvarnen Galleria och Uppsala resecentrumet.
Det omstridda UKK (Uppsala Konsert och Kongress) uppfördes med en avvikande, hypermodern, skandinavisk arkitektur 2007 med stora protester från lokalbefolkning och närboende efter rivningar av ett helt kvarter.
Begreppet "Vaksala" har blivit utmärkande för Uppsala som stad på grund av historien och omfattningen i socknen. Tillsammans med andra begrepp som bland annat Fyris finns skola, fotbollslag och namn på platser som blivit uppkallade efter detta.